# Sŏngchŏngang-kuyŏk
L'arrondissement (ou canton) du Fleuve Sŏngchŏn (성천강구역 ; 城川江區域) est l'un des arrondissements (ou cantons) qui constituent la ville de Hamhŭng. Il a été créé en décembre 1990 à la suite de la décomposition de l'arrondissement (ou canton) de Sŏngchŏn (성천구역 ; 城川區域) en plusieurs arrondissements (ou cantons) dont l'un est l'arrondissement de Haean (해안구역 ; 海岸區域).

## Divisions administratives
L'arrondissement (ou canton) du Fleuve Sŏngchŏn est composé de dix-huit quartiers (tong).

### Quartiers
- Kŭmsa (금사동 ; 錦沙洞)
- Kwanghwa (광화동 ; 光華洞)
- Nammun-1 (남문1동 ; 南門1洞)
- Nammun-2 (남문2동 ; 南門2洞)
- Ryŏnji (련지동 ; 蓮池洞)
- Samil (삼일동 ; 三一洞), probablement en référence au Soulèvement du 1er Mars.
- Sinhŭng-1 (신흥1동 ; 新興1洞)
- Sinhŭng-2 (신흥2동 ; 新興2洞)
- Sinhŭng-Bas (하신흥동 ; 下新興洞)
- Sinhŭng-Haut (상신흥동 ; 上新興洞)
- Sŏmun (서문동 ; 西門洞)
- Sŏngchŏn (성천동 ; 城川洞)
- Tongmun (동문동 ; 東門洞)
- T'ongnam-1 (통남1동 ; 通南1洞)
- T'ongnam-2 (통남2동 ; 通南2洞)
- ŭnjŏng (은정동 ; 恩情洞) (옛中央洞)
- Yŏkchŏn-1 (역전1동 ; 驛前1洞), anciennement Ryonghŭng-1 (룡흥1동 ; 龍興1洞)
- Yŏkchŏn-2 (역전2동 ; 驛前2洞), anciennement Ryonghŭng-2 (룡흥2동 ; 龍興2洞)